# جورج سلدن (مؤلف)
جورج سلدن (بالإنجليزية: George Selden)‏ (14 مايو 1929، هارتفورد في الولايات المتحدة - 5 ديسمبر 1989 في الولايات المتحدة)؛ كاتِب مُتخصِّص في أدب الأطفال وروائي أمريكي. درس في جامعة ييل.

## روابط خارجية
- جورج سلدن على موقع IMDb (الإنجليزية)
- جورج سلدن على موقع ميوزك برينز (الإنجليزية)
- جورج سلدن على موقع قاعدة بيانات الفيلم (الإنجليزية)